# Аллен, Росс (футболист)
Росс Крейг Аллен (англ. Ross Craig Allen; род. 2 марта 1987, Кастел, Гернси) — английский футбольный нападающий, игрок клуба «Гернси».

## Карьера
С сезона 2003/04 выступал за «Гернси Рейнджерс» в чемпионате Гернси, не входящем систему футбольных лиг Англии.
В 2006 году Аллен выступал за команду Флоридского технического института «Флорида Тек Пантерз» во Втором дивизионе Конференции Солнечного штата NCAA. В первых 10 матчах он забил 11 голов, включая два хет-трика. 31 октября 2006 года Конференция признала его «новичком года».
С 2007 года Росс снова играл за «Рейнджерс». По итогам сезона 2008/09 он забил 51 гол и был признан игроком года, как по версии лиги, так и по версии игроков. В 2009 году Аллен планировал вновь попробовать свои силы в североамериканском футболе, но оставался в «Рейнджерс» до сезона 2010/11.
C сезона 2011/12 Аллен стал игроком «Гернси» — только что созданного клуба, выступающего в системе лиг Англии. С первой попытки они победили в Дивизионе 1 Лиги сопряжённых графств, а в сезоне 2012/13 — в Премьер-дивизионе Лиги сопряжённых графств. С тех пор и до настоящего времени «Гернси» выступает в Первом центральном южном дивизионе Истмийской лиги (восьмой уровень в системе лиг Англии). К ноябрю 2017 года на счету Аллена в английских лигах было 239 гола в 226 матчах, в том числе 54 гола в сезоне 2013/14, когда ему была вручена «Золотая бутса» «нон-лиги» (по другим данным Аллен забил 46 голов в том сезоне). 28 раз за этот период карьеры он забивал более двух мячей за игру: 20 хет-триков, 5 «поккеров», 2 пента-трика и 1 гекса-трик.
В январе 2018 года Аллен стал игроком новозеландского клуба «Тим Веллингтон», с которым выиграл Лигу чемпионов ОФК 2018 (забил семь голов в розыгрыше) и участвовал в клубном чемпионате мира 2018 года.
С сезона 2019/20 Росс снова выступает за «Гернси».

## Личная жизнь
Отец — Крейг (род. 1959), футболист.